# Phyllomedusa boliviana
Phyllomedusa boliviana é uma perereca (qualquer sapo que passa a maior parte de sua vida útil em árvores) pertencente à família Phyllomedusidae e que pode ser encontrada na Argentina, Bolívia e Brasil (oeste do Mato Grosso e Rondônia). Os seus habitats naturais são: regiões subtropicais ou tropicais húmidas de baixa altitude, regiões subtropicais ou tropicais húmidas, marismas intermitentes de água doce e lagoas. Esta espécie está ameaçada por perda de habitat.